# Коноплёв, Андрей Анатольевич
Андре́й Анато́льевич Коноплёв (укр. Андрій Анатолійович Конопльов; 29 апреля 1977 года, Новомихайловка, Манский район, Красноярский край, РСФСР, СССР — 23 января 2015 года, Никишино, Шахтёрский район, Донецкая область, Украина) — украинский военнослужащий, участник конфликта на востоке Украины.
За исключительное личное мужество и героизм, проявленные в защите государственного суверенитета и территориальной целостности Украины, а также за верность военной присяге указом Президента Украины 12 декабря 2018 года присвоено звание Герой Украины с прилагающимся орденом «Золотая Звезда» (посмертно)..

## Биография
Родился в 1977 году в селе Новомихайловка Манского района Красноярского края РСФСР. Со временем семья переехала на родину матери — в Полтавскую область, в село Новооржицкое Оржицкого района. В 1994 году окончил Новооржицком среднюю школу. Продолжил обучение в Лубенском профессионально-техническом училище № 12, где получил специальность сварщика.
В течение нескольких лет работал сварщиком на Пирятинском сырзаводе, после этого трудился в Пирятинском филиале ОАО «Лубныгаз», где работал сварщиком на Пирятинском газовом участке. За последние 10 лет проживал в Пирятине. Увлекался мотоциклами, был участником байкерского движения, известнен по прозвищу «Седой».
Во время вооруженного конфликта на востоке Украины 7 августа 2014 был призван по частичной мобилизации.
Старший сержант, стрелок-помощник гранатометчика 15-го отдельного горно-пехотного батальона 128-й отдельной горно-пехотной бригады, в/ч А1778, г.. Ужгород.
С 10 ноября 2014 участвовал в вооружённом конфликте на востоке Украины на территории Донецкой области. С 23 ноября 2014 держал оборону на взводном опорном пункте в районе села Никишино на Дебальцевском плацдарме, сектор «С». Неоднократно принимал участие в сопровождении караванов по доставке боеприпасов, вооружения, военно-технического имущества и продовольствия на ВОП.
24 января 2015 попал под обстрел «Градов».
1 февраля похоронен на городском кладбище города Пирятин. На похороны съехались друзья-байкеры из разных уголков Украины.
Остались мать, жена Галина с маленьким сыном Алексеем, который родился 4 июля 2014, и сын Андрей 1999 г.р. В конце 2015 года семья погибшего военнослужащего была обеспечена двухкомнатной квартирой в Пирятине за бюджетные средства.